# Budzyno
Budzyno – wieś sołecka w Polsce położona w województwie mazowieckim, w powiecie makowskim, w gminie Czerwonka. Leży nad Orzycem.
W latach 1975–1998 miejscowość należała administracyjnie do województwa ostrołęckiego.